# Ekaterina Derzhavina

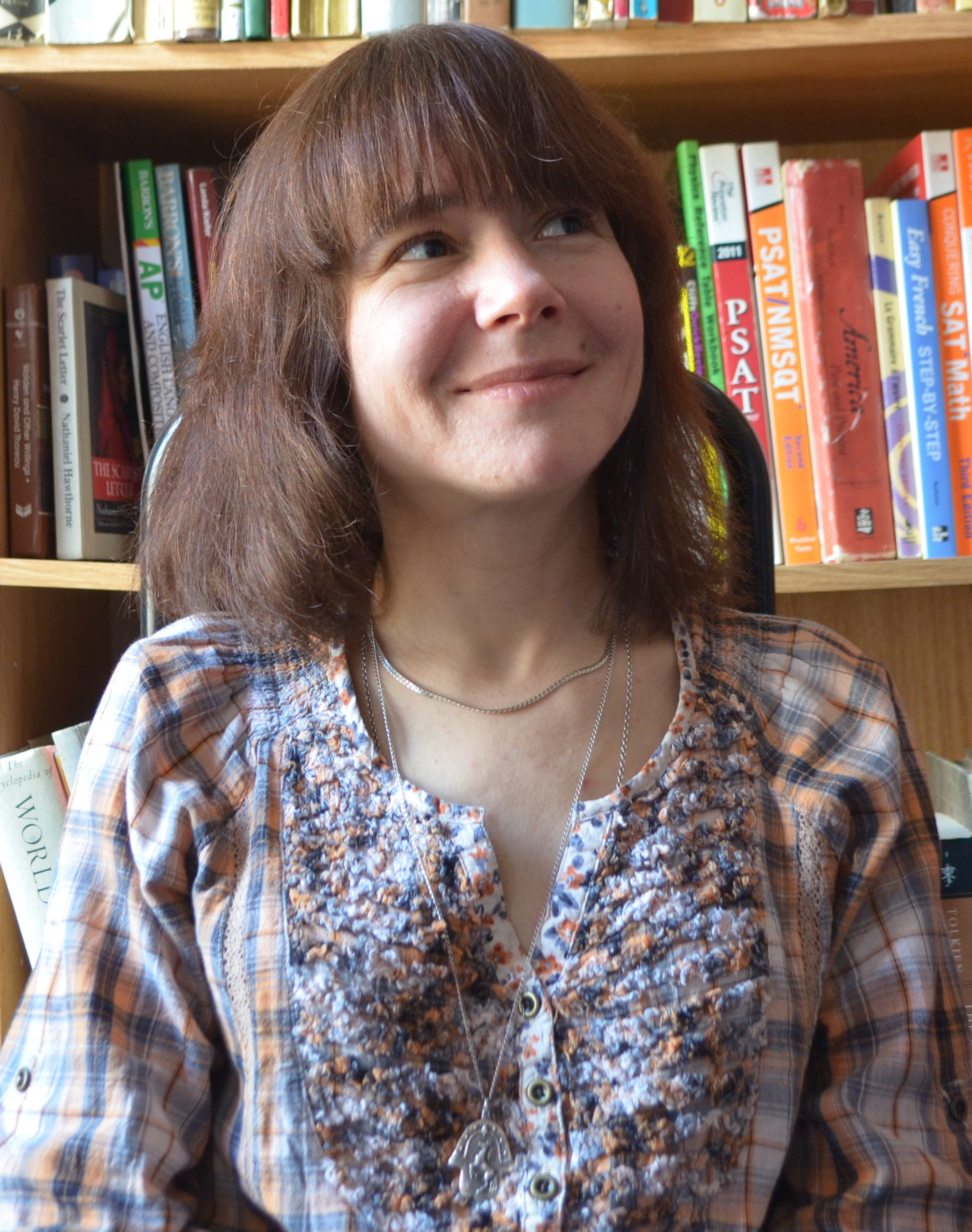
Ekaterina Derzhavina (2013)

Ekaterina Vladimirovna Derzhavina ( en ruso: Екатерина Владимировна Державина; * 8 de septiembre de 1967 en Moscú  ) es una pianista y profesora de piano rusa.

## Vida
Desde 1981 Dershavina asistió a la escuela de música en el Instituto Gnessin de Moscú en las clases de los profesores de piano Yuri Polunin y Valeriya Polunina. En 1986 se convirtió en alumna de Wladimir Tropp.   En 1989 ganó el 3.er premio en el octavo concurso de piano soviético "All-Union" en Kislovodsk y ganó el premio especial a la mejor interpretación de una obra romántica para piano por la interpretación de la Kreisleriana de Robert Schumann.  En 1992, Derschavina se impuso a 90 pianistas de 30 países  y ganó el primer premio en el Concurso Internacional de Piano “J.S. Bach”, que entonces se celebraba en Saarbrücken.
De 1993 a 2006 fue profesora a su vez en el Instituto Gnessin, Después hasta 2016 en la Academia Maimonid de Moscú en la Facultad de Música del Mundo.
La grabación de Dershavina de las Variaciones Goldberg de Bach, grabada en 1994 y 1997 y relanzada por Arte Nova en 2008, ha sido descrita por la revista MusicWeb International como quizás la mejor versión para piano disponible de la obra, y Classics Today la calificó como una grabación de referencia. Otras grabaciones importantes de la pianista han sido: en 1996 JS Bach: The French Suites, BWV 812-817; Obertura francesa, BWV 831; Aria Variata, BWV 989 y el álbum de 2017 Alexey Wladimirowich Stanchinsky: Piano Works .
Entre 1993 y 2008, Derschawina grabó todas las sonatas para piano de Joseph Haydn en los Estudios 1 y 3 de la Saarland Radio,  que fueron publicadas como edición completa en 2013 por el sello Profil.  La grabación completa de las composiciones para piano y violín de Nikolai Medtner con la violinista rusa Nikita Boriso-Glebski fue grabada en marzo de 2017 en la sala de música de cámara de Deutschlandfunk.  El álbum de Dershavina: Nikolai Medtner: Melodías olvidadas; imágenes de humor; Trois Pièces, lanzado en 2008 por Phoenix Media, recibió un Diapason d'or en diciembre de 2008 y consagró a Dershavina como la "grande prêtresse de Medtner" (Suma sacerdotisa de Medtner). 

## Repertorio
Su repertorio es muy amplio y abarca desde Johann Sebastian Bach, Joseph Haydn, Tchaikovsky y Stanchinsky hasta los compositores contemporáneos.

## Enlaces web
- Ekaterina Derzhavina. In: ekaterinaderzhavina.com. Abgerufen am 12. August 2022 (englisch, offizielle Website).
- Ekaterina Derzhavina - hänssler Classic. In: haensslerprofil.de. Abgerufen am 12. August 2022
- J. S. Bach Goldberg Variations BWV 988 Ekaterina Derzhavina en YouTube.